# Friedhofskapelle St. Georg (Niederraunau)

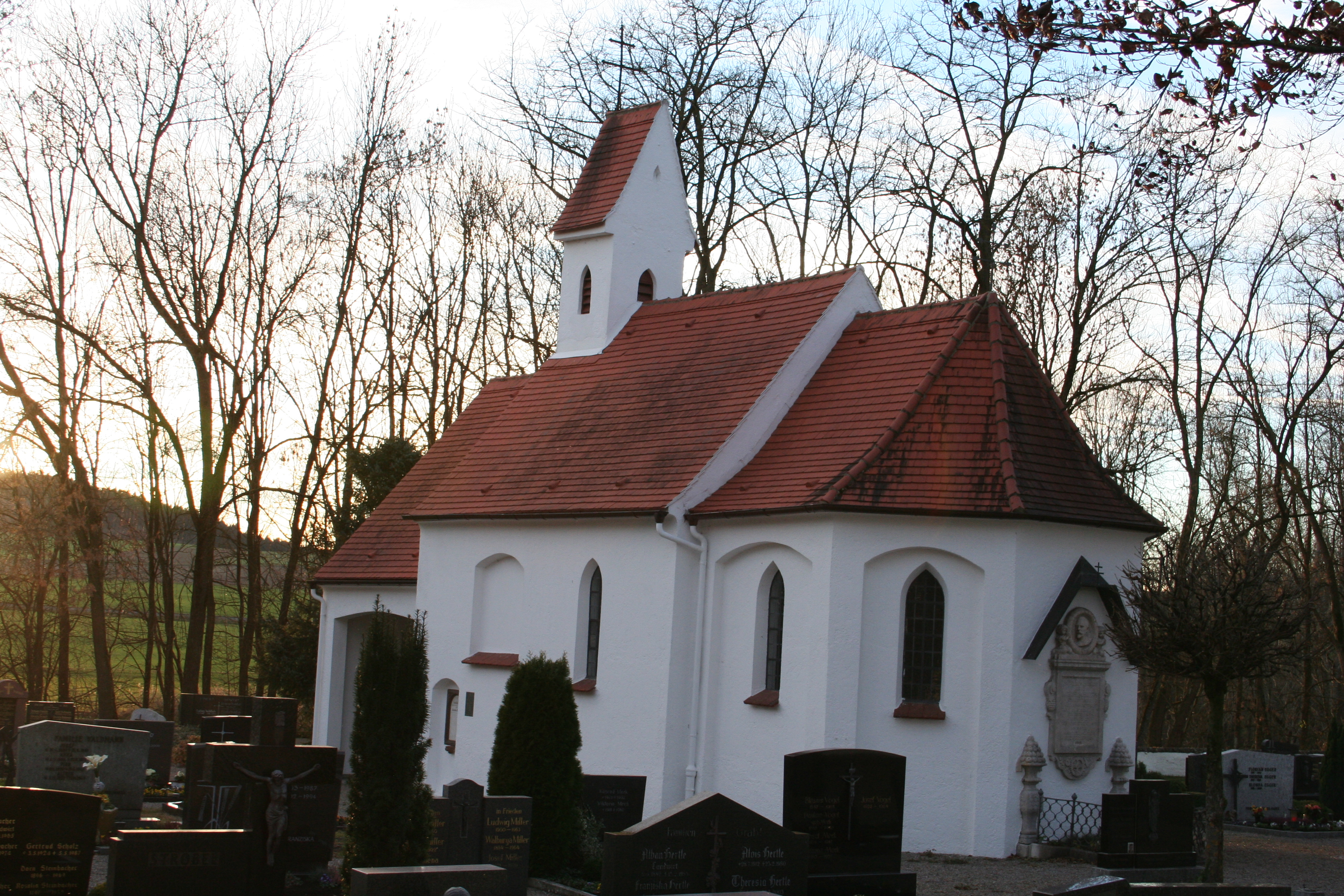
Friedhofskapelle St. Georg in Niederraunau

Die katholische Friedhofskapelle St. Georg in Niederraunau liegt am südlichen Ortsrand im so genannten Äußeren Friedhof. Der Friedhof und die Kapelle liegen östlich eines steil zur Kammel hin abfallenden Hangs.
Der heutige Kapellenbau wurde im Laufe der Zeit immer wieder erweitert. Der älteste Teil, der den polygonal schließenden eingezogenen Chor und nur eine Fensterachse des Hauptraumes umfasst, stammt aus der Zeit um 1500. Ungefähr 200 Jahre später wurde der Hauptraum im Auftrag des damaligen Ortsherren, Joseph Franz Eustach von Freyberg, dem Erbauer des heutigen Schlosses Niederraunau entstand unter um eine Fensterachse verlängert. Der Dachreiter wurde erst im Jahr 1908 hinzugefügt, das einem Vorzeichen gleichende Leichenhaus nochmals später.
Die Ausstattung der Kapelle ist bis auf das Altarbild, das die Anbetung der Hirten (um 1630) zeigt, im Stil des Neurokoko gehalten. Eine um 1700 entstandene Holzskulptur des Hl. Georg, dem Patron der Kapelle, steht heute nicht mehr in der Kapelle, sondern auf dem Schalldeckel der Niederraunauer Pfarrkirche.
An der Außenseite des Chorscheitels, ist ein Grabdenkmal für den Commerzienrat Michael Schleifer (1847–1915) angebracht, einem Ehrenbürger des ehemals selbständigen Marktes Niederraunau.